# Коскела, Минья
Минья Коскела (фин. Minja Koskela; род. 1987, Хейнявеси, Финляндия) — финский политическая и культурная деятельница. Председатель партии «Левый союз» с 19 октября 2024 года. Член Хельсинкского городского совета с 2021 года, депутат эдускунты (парламента) с 2023 года.

## Биография
Родилась в 1987 году в Хейнявеси. Её отец — офицер полиции, а мать — стоматолог-гигиенист. Коскела — старшая из четырёх дочерей. 
Выросла в районе Метсякангас на западе Лахти, застроенном в 1970-х годах сборными домами.
Семья была бедной, но стремилась к респектабельности и старалась жить по нормам среднего класса. В три года родители отдали её в музыкально-игровую школу при консерватории Пяйят-Хяме в Лахти. В третьем классе начальной школы перешла в музыкальный класс. Брала уроки игры на фортепиано и уроки игры на скрипке в консерватории.
Во втором классе гимназии самостоятельно переехала в Хельсинки. Получила жильё в районе Каннелмяки через фонд студенческого жилья HOAS и училась в гимназии Сибелиуса с углубленным изучением музыки и хореографии. Из-за нехватки денег бросила уроки игры на скрипке. Коскела начала сочинять песни. Давала концерты, аккомпанируя себе на фортепиано.
В 2016 году получила степень магистра социальных наук в Университете Тампере.
В 2013—2018 годах работала музыкальным руководителем в педагогической школе в Турку, затем в лицее в Лахти. В 2018 году взяла учебный отпуск.
В 2018—2019 годах была диссертантом в музыкальной Академии имени Сибелиуса Университета искусств в Хельсинки. Осенью 2020 года защитила диссертацию на тему демократии музыкального образования, получила степень магистра. В 2022 году получила степень доктора музыки.
В 2021 году избрана исполнительным директором Финского союза музыкальных школ (Suomen musiikkioppilaitosten liitto, SML) — головной организации, в которую входят 97 учебных заведений, из которых 86 являются музыкальными школами, а 11 — консерваториями.
С 2012 года выступает с музыкантом Тапио Вийтасаари (Tapio Viitasaari) в составе дуэта Team Play. В 2022 году вышел альбом Wishes and Desires на лейбле Soliti.

## Литературная деятельность
В 2019 году в издательстве «Отава» опубликована научно-популярная книга Миньи Коскелы «Прежде всего феминистка» (Ennen kaikkea feministi), посвящённая четвёртой волнее феминизма в финском контексте. В 2021 году вышла аудиокнига, текст читает актриса Мимоса Вилламо.
В 2020 году в издательстве Kustantamo S&S вышел сборник эссе об образовании Миньи Коскелы и Элины Туоми «Сделано по-другому» (Toisin tehty).
Свой опыт беременности Минья Коскела описала в книге «Стать мамой» (Äidiksi tuleminen), опубликованной в 2021 году в издательстве Into.
Своим опытом пережитого сексуального домогательства Минья Коскела поделилась в сборнике Фатим Диарры и Ииды Тани (Iida Tani) «Разрешение быть девушкой» (Lupa olla tyttö), опубликованной в 2024 году в издательстве Into.

## Политическая карьера
Коскела была секретарём Феминистской партии в горсовете Хельсинки. Ей поступали предложения о включении в избирательные списки сразу от нескольких партий, но она отказывала им, чтобы закончить работу над книгой.
В 2019—2021 годах работала политическим экспертом в офисе партии «Левый союз».
По результатам муниципальных выборов 2021 года получила 5612 голосов и избрана членом Хельсинкского городского совета.
По результатам парламентских выборов 2 апреля 2023 года избрана депутатом эдускунты в Хельсинкском избирательном округе. Минья Коскела набрала более 10 000 голосов.
Весной 2024 года председатель «Левого союза» Ли Андерссон, которая возглавляла партию с 2016 года, объявила, что откажется от поста председателя осенью. Свои кандидатуры выставили Минья Коскела, депутат эдускунты Лаура Мерилуото из Куопио и член регионального совета Вантаа Гашав Бибани (Gashaw Bibani). Минья Коскела избрана новым председателем партии «Левый союз» на заседании совета партийных делегатов 19 октября по результатам консультативного голосования, которое проходило с 1 по 17 октября 2024 года. Всего в голосовании приняли участие 6493 члена «Левого союза». Право голоса имели 13 782 члена. Явка составила 47,1 %. Минья Коскела получила 4115 (63,4 %) голосов членов.

## Личная жизнь
В декабре 2019 года вышла замуж за кинорежиссёра Оскари Сипола (Oskari Sipola; род. 1984), с которым познакомилась в учебном отпуске в 2018 году. В том же году переехала в Хельсинки, где с мужем купила квартиру в Херттониеми. Пережив выкидыш, в 2020 году родила дочь. В июле 2024 года пара объявила о разводе. Коскела встречается с однопартийцем и коллегой-депутатом, бывшим футболистом Тимо Фурухольмом.

## Произведения
- Koskela, Minja. Ennen kaikkea feministi. — Helsinki: Otava, 2019. — 250 p. — ISBN 9789512365920.
- Minja Koskela; Elina Tuomi. Toisin tehty. — Helsinki: Kustantamo S&S, 2020. — 206 p. — ISBN 9789515250964.
- Koskela, Minja. Äidiksi tuleminen. — Helsinki: Into, 2021. — 212 p. — ISBN 9789523516618.